# Centre international de plongée des Glénan
Le Centre international de plongée des Glénan (ou CIP Glénan) a été créé en 1960 sur l'île Saint-Nicolas selon l'idée de Roger Weigèle, plongeur au Groupe atlantique de plongée de Quimper (GAP).

## Historique
Cette base, tenue par des moniteurs bénévoles et à sa création sous la direction de Roger Weigèle, instructeur national, accueillit d'abord des plongeurs locaux. Roger Weigèle, avec d'autres, plongeait dès 1953 dans l'archipel, les statuts de l'association ont été déposés en préfecture de Quimper le 30 avril 1957. En 1968, le GAP devint le CIP Glénan. En étant parmi les premiers clubs de plongée au monde, le CIP Glénan joua un rôle majeur durant ces premières décennies et eut des liens notamment avec la Cousteau Society et le Club Méditerranée. Plusieurs moniteurs du CIP ont été permanents sur la Calypso. Roger Weigèle et d'autres moniteurs de plongée ont participé à la création de clubs de plongée à travers le monde au sein du Club Méditerranée. Plusieurs moniteurs et plongeurs se sont formés également au CIP Glénan et ont œuvré dans plusieurs organisations telle que Under the Pôle liée à l'étude et à l'exploration sous marine des océans. De plus, certains moniteurs ont participé aux expéditions de Jean Louis Étienne à travers le monde.
Le club de voile Les Glénans et le CIP Glénan contribuent à l'essor de l'archipel.

## Développement

### Locaux et matériel
Le club est d'abord installé dans une ferme avant d'acheter un hangar en 1964, nommé « Les quatre vents ». Ancien poste de sauvetage en mer de l'île Saint-Nicolas, il a progressivement été équipé d'une cheminée, d'un plancher à l'étage, d'un réfectoire, d'une cuisine puis d'un bar : le « Sac de nœuds ». En 1978-1979, de nouveaux locaux sont construits par le conseil général du Finistère pour accueillir les plongeurs ; depuis, ceux-ci profitent notamment d'une salle de cours, d'un réfectoire, d'une cuisine et de sanitaires.
Le premier compresseur utilisé à Saint-Nicolas, en 1961, était un « Alysé », remplacé l'année suivante par un modèle plus performant « H10 Luchard ». Deux compresseurs, partiellement subventionnés par la municipalité de Fouesnant et par le conseil départemental du Finistère, sont maintenant utilisés.

### Bateaux
Le premier bateau du club fut le « Goyen », acquis en 1960 : une vedette à deux moteurs de 13,50 mètres. « Le Point d'Interrogation », un ancien sardinier breton, est le deuxième bateau du club. Plus long (17 mètres) et plus large, il remplaça le « Goyen » et fut en service jusqu'en 1972. En 1973, un autre ancien sardinier de 16,50 mètres arrive au club : le « Pierre-Marie ». Le « Lifloric », yole américain à deux mâts, d'abord propriété de Humphrey Bogart, fut acquis en 1974. Le Lifloric disparut accidentellement en 1977 aux Bahamas. Le CIP Glénan acheta en 1995 un ancien coquillier l'Excalibur, conservé jusqu'en 2001. Actuellement, le club dispose principalement de deux bateaux : le « Men Du » long de 13,70 mètres est un ancien bateau de pêche ; le « Bakounine », 12 mètres de long, a quant à lui été conçu pour la plongée.

## Formations proposées
Le CIP Glénan dispense des formations reconnues par la FFESSM :
- Baptême de plongée
- Niveau I
- Niveau II
- Niveau III
- Niveau IV
- Préparation au MF1 (FFESSM)
- Réactions et interventions face à un accident de plongée (RIFAP)
- Secourisme sécurité civile, formation professionnelle
- À partir de 2019, le centre s'ouvrira aux formations internationales PADI.

À ces formations s'ajoutent des stages d'explorations des fonds sous-marins de l'archipel, ainsi que des stages aux sujets plus spécifiques comme la biologie marine, les épaves, la plongée en circuit fermé et l'utilisation du nitrox.
Depuis 2016, le CIP Glénan dispose d'instructeurs qui forment les élèves plongeurs aux différents niveaux internationaux PADI (Open Water, Advanced Open Water, Rescue) ainsi qu'à la plongée technique (PADI, TEC, REC & recycleur).
Le centre a formé des plongeurs pour différentes expéditions, dont : 
- Xavier Desmier et Didier Noireau[6], cinéastes ayant travaillé avec Cousteau ;
- Clipperton (avec Jean Claude Brive, Laëtitia Dugrais, Emmanuel Périé) et Total Pole Airship[7] de Jean-Louis Étienne
- Les expéditions Under The Pole[8] d'Emmanuelle Périé-Bardout et de Ghislain Bardout

De 1966 à 1991, le centre forme les membres du club de la communauté européenne de Bruxelles et de la fédération d'Allemagne aux brevets d'encadrant et de moniteurs nationaux.

## Sites de plongées
L'île Saint-Nicolas, où est le CIP Glénan, fait partie de la zone Natura 2000 des Glénan qui totalise à elle seule 59 sites de plongée dont 15 avec des épaves. Au nord de Penfret, la pointe de Pen Men est le site le plus fréquenté. Cette pointe rocheuse abritée accueille une faune et une flore diversifiées.
Parmi les épaves, il y a celle de l'Orseolo Pietro : un cargo italien long de 142 mètres pour 18 mètres de large. Il fut utilisé durant la Seconde Guerre mondiale par l'Allemagne.
Le War Captain, le Galaxie, L'agnus Deï, L'Arab, l'Alja...

## Programmes scientifiques

### Biologie sous-marine
Trois ans après sa création, en 1963, un premier programme scientifique est mené sous la tutelle du CNRS. Des stages d'initiation à la biologie marine sont réalisés et une thèse est également préparée sur l'île. Le professeur Claude Chassé, Annie Castric, Jean-Paul Guiguer et professeur Drach font partie de ces chercheurs.

## Gestion

### Chefs de centre
- Roger Weigèle (1960-1977)[15]
- Jean-Claude Brive (1977-1980)
- Jean-François Trehiou (1980-1989)
- Laurent Cayatte (1989-2018)
- Laëtitia Dugrais (2018-2020)[16]
- Stéphanie Voisembert (2020-2021)[17]
- Vincent Gourhant (2021-)[18]

### Présidents
Parmi les présidents de l'association CIP Glénan, on peut notamment citer  
- Jean-Claude Guerrier (1980 à 1985)
- Roger Weigèle (1985 à 1999)
- Frank Samson (1999 à 2019)[19]
- Bernard Philippe (depuis mai 2019)